# Абдрахманов, Жаналык Ниязович
Жаналык Ниязулы Абдрахманов (каз. Жаңалық Ниязұлы Әбдірахманов; 7 ноября 1935, Кентогай — 22 марта 2004, Алма-Ата) — советский и казахстанский медик, доктор медицинских наук (1990), профессор (1992), член-корреспондент Национальной академии наук Казахстана (1994).

## Биография
Происходит из рода алтын племени Байулы .
Родился 7 ноября 1935 года в ауле Кентогай Кармакшинского района Кызылординской области. В 1959 году окончил Алма-Атинский государственный медицинский институт. В 1959—1964 годах работал врачом больницы Кармакшинского района Кызылординской области. В 1964—1975 работал старшим научным сотрудником, а затем — заведующим отделением клинической радиологии в Казахском НИИ онкологии и радиологии. С 1975 года — доцент, а затем заведующий кафедрой Алма-Атинского медицинского института. С 1990 года — директор КазНИИ онкологии и радиологии.
Исследовательские работы посвящены лечению раковых заболеваний лазерным методом, использованию лекарств против негативного влияния радиации и адаптации организма к радиации.

## Сочинения
- Детская онкологическая радиология, А.-А., 1991 (соавт.);
- Лучевая терапия рака пищевода. А.-А., 1993.